# Ralph Freed
Ralph Freed  (* 1. Mai 1907 in Vancouver; † 13. Februar 1973 in Los Angeles) war ein US-amerikanischer Liedtexter, Songwriter und TV-Produzent.

## Leben und Wirken
Freed besuchte die Hollywood High School. Seine Karriere begann er als Vertragstexter für die Studios von Paramount, Universal und MGM. Ab 1931 Mitglied der ASCAP, arbeitete er in den folgenden Jahren u. a. mit Sammy Fain, Frederick Hollander, Jimmy McHugh und Harry Barris. Mit Burton Lane schrieb Freed den Song How About You?, den Judy Garland und Mickey Rooney im Musical Babes on Broadway sangen. Das Lied wurde für den Academy Award in der Kategorie Bester Song nominiert. Ab 1954 betätigte er sich vorrangig als Produzent von Fernsehshows und -filmen.
Ralph Freed war der Bruder von Ruth, Walter und Arthur Freed.

## Bekannte Songs
| - Little Dutch Mill (mit Harry Barris) - Who Walks in When I Walk Out? - Mama Don’t Allow It - You Leave Me Breathless (mit Fred Hollander) - Lovelight in the Starlight (mit Fred Hollander) - Please Don’t Say ‘No’, Say ‘Maybe’ - I Never Felt More Like Falling in Love - Adios Amigo - I Thought of You Last Night - Just the Way You Are - All the Time - The Color of Your Eyes (mit Frank Skinner) für den Film The House of the Seven Gables | - You and Me (mit Frederick Hollander) - The Young Man With a Horn - In a Moment of Madness (mit Jimmy McHugh) - Madam, I Love Your Crepe Suzettes - Anything Can Happen in New York - How About You? - Little Dutch Mill - Who Walks in When I Walk Out? - Mama Don’t Allow It - The Swiss Bellringer (mit Walter G. Samuels) - You Leave Me Breathless |